# Duraisamy Simon Lourdusamy
Duraisamy Simon Lourdusamy (5 de febrer de 1924 - 2 de juny de 2014) va ser un cardenal indi de l'Església Catòlica. Era Prefecte emèrit de la Congregació per a les Esglésies Orientals a la Cúria Pontifícia, i va ser elevat al Col·legi de Cardenals el 1985.
En el moment de la seva creació va ser el quart cardenal provinent de l'Índia i el primer cardenal curial asiàtic fora de l'Orient Mitjà.

## Joventut
Lourdusamy va néixer a Kalleri, setè de dotze germans, fill d'Annamarie (Matharasi) i Duraisamy Simeon. El cardenal Lourdusamy és el germà gran del prevere i teòleg D. S. Amalorpavadass. Els dos germans van ser actors principals en la implementació de les reformes del Concili Vaticà II a l'Índia.
Va estudiar a St. Ann's de Tindivanam, acabant els seus estudis a la at St. Joseph Higher School de Cuddalore, entrant a continuació al Seminari Menor de Santa Agnes de Cuddalore, i acabant els estudis de filosofia i teologia al Seminari Pontifici de Sant Josep de Bangalore entre 1946 i 1951.
Va ser ordenat prevere el 21 de desembre de 1951 a l'església dels Set Dolors de Tindivanam, Pondicherry, per l'arquebisbe Auguste-Siméon Colas MEP, llavors arquebisbe de Pondicherry i Cuddalore. Entre 1951 I 1952 realitzà tasca pastoral a l'arquebisbat de Pondicherry.
Després de seguir estudiant al Loyola College de Madras entre 1952 i 1953, va ser enviat a Roma per ampliar estudis de dret canònic a la Pontifícia Universitat Urbaniana entre 1953 i 1953, obtenint el doctorat. Va obtenir el 100% en tots els seus estudis en dret canònic, una cosa que mai no havia passat abans ni ha tornat a succeir en altres universitats romanes. Toca el piano i ha compost la música per a diverses cançons devocionals.
En tornar a l'arquebisbat de Pondicherry i Cuddalore, serví com a secretari privat de l'arquebisbe Ambrose Rayappan, editor del setmanari arxidiocesà "Sarva viyabhi" (சர்வ வியாபி)i va ser mestre de cor de la Catedral de Pondicherry entre 1956 i 1962.

## Bisbe
El Papa Joan XXIII el nomenà bisbe auxiliar de Bangalore i bisbe titular de Bisbe titular de Sozusa de Libia el 2 de juliol de 1962. Rebé la seva consagració episcopal el 22 d'agost següent de mans de l'arquebisbe Ambrose Rayappan, amb els bisbes Rajarethinam Sundaram, bisbe de Tanjore, i Daniel Arulswamy, bisbe de Kumbakonam, servint com a co-consagradors. El bisbe d'Ooty també va estar present a la consagració.
Lourdusamy assistí al Concili Vaticà II (sessions 2a, 3a i 4a) com a "Pare Conciliar". El 9 de novembre de 1964 va ser promogut a arquebisbe titular de Filippi, i nomenat Arquebisbe coadjutor de Bangalore. Assistí a la Primera Assemblea Ordinària del Sínode de Bisbes, celebrada a la Ciutat del Vaticà entre el 29 de setembre i el 29 d'octubre de 1967. Va ser vicepresident de la Conferència Pan-Asiàtica sobre Catequesi i Litúrgia, celebrada a Manila el 1967. L'11 de gener de 1968 succeí a Thomas Pothacamury com a arquebisbe de Bangalore.
El Papa Pau VI el nomenà secretari adjunt de la Congregació per l'Evangelització dels Pobles el 2 de març de 1971. Dimití com a arquebisbe de Bangalore el 30 d'abril de 1971 i abandonà l'Índia per servir a la Cúria Pontifícia al març de 1971 a la Congregació per l'Evangelització dels Pobles, com a president del Pontifici Treball Missioner i com a Vice-Gran Canceller de la Pontifícia Universitat Urbaniana, el 26 de febrer de 1973, la mateixa universitat on havia estudiat entre 1953 i 1956. Va ser el primer asiàtic a esdevenir membre de la Cúria Romana.

## Cardenal
El Papa Joan Pau II el crea cardenal diaca de Santa Maria delle Grazie alle Fornaci fuori Porta Cavalleggeri al consistori del 25 de maig de 1985 (és el primer tàmil elevat al Col·legi de Cardenals. Lourdusamy va ser nomenat Prefecte de la Congregació per a les Esglésies Orientals el 30 d'octubre següent, dimitint del càrrec el 24 de maig de 1991.
Assistí a la Segona Assemblea Extraordinària del Sínode de Bisbes, celebrada a la Ciutat del Vaticà entre el 24 de novembre i el 8 de desembre de 1985. Va ser l'enviat especial del Papa a les cerimònies de cloenda de l'Any de St. Willibrord a Luxemburg, entre el 3 i el 5 de juny de 1990. Entre el 30 de setembre i el 28 d'octubre de 1990 va assistir a la Vuitena Assemblea Extraordinària del Sínode de Bisbes, celebrada a la Ciutat del Vaticà.
El 5 d'abril de 1993 esdevingué el cardenal protodiaca, i serví com a legat papal especial al funeral de la Mare Teresa el 13 de setembre de 1997. El 29 de gener de 1996 esdevingué cardenal prevere.
«Des de la història de la causa per la santedat de la Mare Teresa, el 24 de setembre de 2002 en sessió ordinària, els cardenals i bisbes de la Congregació per a les Causes dels Sants, després d'escoltar l'informe del cardenal Lourdusamy, el Proposador de la Causa, unànimement reconegueren que la Serventa de Déu Mare Teresa de Caltuta practicà les virtuts teologals, cardinals i d'altres annexes a un decret heroic.»
Lourdusamy ha visitat 110 països en tots els continents en servei dels Papes Joan XXIII, Pau VI, Joan Pau I i Joan Pau II, rebent nombroses distincions per la seva tasca, sent honorat pels governs de les Filipines, Taiwan, Xina, França i Alemanya. El cardenal Lourdusamy parla de manera fluida diverses llengües, incloent l'anglès, l'italià, el francès, l'alemany, el tamil, el llatí, el kannada, l'espanyol, el portuguès, el neerlandès o el suec.
A petició del Papa ha servit en nombroses congregacions i consells curials, incloent la Congregació de la doctrina de la Fe, la Congregació per a les Causes dels Sants, la Congregació per a l'Evangelització dels Pobles, la Congregació per a l'Educació Catòlica, el Tribunal de la Signatura Apostòlica, el Consell Pontifici per a la Promoció de la Unitat dels Cristians, el Pontifici Consell per a la Família, el Consell Pontifici per al Diàleg Interreligiós, el Consell Pontifici per als Textos Legislatius, la Comissió Pontifícia pels Congressos Eucarístics Internacionals, la Comissió Pontifícia per la Revisió del Codi de Dret Canònic Oriental, la Comissió Pontifícia del Codi de Dret Canònic, la Comissió Pontifícia per Amèrica Llatina, la Comissió Pontifícia per la Cura Pastoral de Migrants i Itinerants, la Comissió de Cardenals i Bisbes establerta pel Papa per preparar un catecisme per a l'Església Universal,la Comissió per l'Estudi de l'Estatus Jurídic i Teològic de les Conferències Episcopals i la Comissió Permanent Interdicastrial per la Formació dels Candidats als Ordes Sagrats.

## Honors
Comanador de la Legió d'Honor (França) – 29 de desembre de 1976
 Creu de Gran Oficial de l'orde del Mèrit de la República Federal d'Alemanya (Alemanya) – 10 d'octubre de 1977
 Gran Creu de l'orde de l'Estrella d'Àfrica (Libèria) – 3 de novembre de 1977
 Orde de l'Estrella Brillant de 1a classe (Taiwan) – 13 de novembre de 1983
 Gran Creu de l'orde ducal de la Corona de Roure (Luxemburg) – 29 de juny de 1988